# Friedemann Layer
Friedemann Layer (* 30. Oktober 1941 in Wien; † 3. November 2019 in Potsdam) war ein österreichischer Dirigent.

## Werdegang
Er studierte in Wien an der Akademie für Musik und darstellende Kunst, unter anderem bei Hans Swarowsky. Sein erstes Engagement als Operndirigent führte ihn nach Ulm. Anschließend war er Assistent von Herbert von Karajan und Karl Böhm sowie gleichzeitig auch Studienleiter bei den Salzburger Festspielen.  1974 wurde Layer als 1. Kapellmeister an die Deutsche Oper am Rhein in Düsseldorf engagiert und von 1987 bis 1990 erstmals Opern- und Generalmusikdirektor am Nationaltheater Mannheim. Von 1994 bis 2007 leitete er das Orchestre National und die Opéra National de Montpellier, womit er auch international durch sein Festival de Radio France et Montpellier bekannt wurde. Mit diesem Orchester spielte er auch eine Reihe von CDs von Operngesamtaufnahmen, Konzerten und Sinfonien ein. Von Herbst 2007 bis 2009 war er wieder Generalmusikdirektor in Mannheim und damit der erste Dirigent, der diese Aufgabe ein zweites Mal übernahm.
Als Gastdirigent arbeitete er an Opernhäusern in Paris, Brüssel, Basel und Genf, aber auch in Berlin und Dresden. Sein Konzert- und Opernrepertoire zeigte keine Festlegung auf Stilrichtungen. Darüber hinaus hat er weniger bekannte Werke dirigiert und  Uraufführungen zeitgenössischer Musik aus der Taufe gehoben.
Friedemann Layer lebte abwechselnd in Berlin und Südfrankreich.

## Diskographie
- Franco Alfano – Risurrezione
- Jacques Offenbach – Die Rheinnixen
- Ottorino Respighi – La campana sommersa
- Christian Joseph Lidarti – Esther, Oratorium
- Amilcare Ponchielli – Marion Delorme
- Zoltán Kodály – Háry János
- Francesco Cilea – L’Arlesiana
- Antoine Mariotte – Salomé
- Richard Strauss – Elektra
- Wolfgang Amadeus Mozart – La finta giardiniera
- Ernest Bloch – Macbeth
- Hans Rott – Symphonie in E-Dur
- Anton Bruckner – 9. Symphonie mit Schlusssatz